# Liberace
Wladziu Valentino Liberace (16. maj 1919 – 4. februar 1987), bedre kendt under sit efternavn, Liberace, var en verdensberømt amerikansk pianist og entertainer, som i 1950'erne – 1970'erne, (da Elvis Presley og The Beatles var på deres popularitetshøjde), var verdens højest betalte entertainer. Han var konservatorieuddannet pianist fra musikkonservatoriet i Wisconsin, USA.
Liberace, som blandt venner blev kaldt Lee og i familien lød navnet Walter, døde 67 år gammel. Han blev HIV-smittet og døde på grund af et svækket immunforsvar som følge af sygdommen AIDS.

## Hæder
Liberace har to stjerner på Hollywood Walk of Fame: En for 'Recording' på adressen 6527 Hollywood Blvd. og en for 'Television' på adressen 6739 Hollywood Blvd. 

## Publikationer

### Selvbiografier
- Liberace: An Autobiography, af Liberace. Putnam and Co. Ltd, New York, 1973 ISBN 978-0399112294 (hardcover)
- The Things I Love, af Liberace med Tony Palmer (editor). Grosset & Dunlap, New York, 1976 ISBN 978-0448127187 (hardcover)
- The Wonderful Private World of Liberace, af Liberace and Michael Segell. Harper and Row, New York, 1986 ISBN 978-0060154813 (hardcover)

### Biografier
- Crying All the Way to the Bank af Revel Barker (Famous Trials) 2009 ISBN 978-0955823879
- The Liberace Story af Chester Whitehorn (editor), Screen Publications Inc, New York, 1955 (softcover – #4 in the Candid Profile series)
- Liberace: On Stage and Off af Anthony Monahan, GRT Music Productions, Sunnyvale California, 1976 (hardcover)
- Liberace: The True Story af Bob Thomas, St. Martin's Press, New York, 1987 (hardcover)
- Behind the Candelabra: My Life with Liberace af Scott Thorson with Alex Thorleifson, E.P. Dutton, New York, 1988 (hardcover)
- Liberace: A Bio-Bibliography af Jocelyn Faris, Greenwood Press, Westport Connecticut, 1995
- Liberace: An American Boy af Darden Asbury Pyron, University of Chicago Press, 2000, (hardcover) Read an excerpt.
- Liberace (Lives of Notable Gay Men and Lesbians) af Ray Mungo and Martin B. Duberman, Chelsea House Publications

### Kogebøger
- Liberace Cooks af  Carol Truax, Doubleday, New York, 1970 (hardcover)
- Cookbook of the Stars, Motion Picture Mothers, Hollywood, 1970
- Joy of Liberace: Retro Recipes from America's Kitchiest Kitchen af Michael Feder and Karan Feder, Angel City Press, 2007 (hardcover)
- Delicious Recipes from Liberace's #1 Cook af Gladys Luckie

### Kompilationer
- The First Time: 28 Celebrities Tell About Their First Sexual Experiences af Karl Fleming and Anne Taylor Fleming, Berkley Medallion, 1976 (paperback)
- Liberace Christmas Music: A Guide to Cassettes, Compact Discs, Music Scores, Piano Rolls, and Sound Recordings af Karl B. Johnson, John Carlson Press
- The Liberace Collection, auktionskatalog, produceret i et samarbejde mellem Butterfield & Butterfield og Christie's, Los Angeles Convention Centre, 1988
- Liberace: Your Personal Fashion Consultant af Michael Feder and Karan Feder, Abrams Image, 2007 (paperback)
- "Liberace Extravaganza!" af costume designers Connie Furr Soloman and Jan Jewett, HarperCollins, 2013 (hardcover)